# Linda Hofstad Helleland
Linda Cathrine Hofstad Helleland (ur. 26 sierpnia 1977 w Klæbu) – norweska polityk, posłanka do Stortingu, działaczka Partii Konserwatywnej, w latach 2015–2021 minister w różnych resortach.

## Życiorys
Kształciła się m.in. w szkole średniej Walled Lake Central High School w USA. W latach 1998–2000 studiowała medioznawstwo, politologię i socjologię na Norweskim Uniwersytecie Naukowo-Technicznym, a w latach 2006–2007 retorykę, komunikację i zarządzanie w szkole biznesowej Handelshøyskolen BI w Oslo.
Zaangażowała się w działalność polityczną w ramach konserwatystów. W latach 2000–2001 była sekretarzem ds. organizacyjnych w partyjnej młodzieżówce Unge Høyre. W 2004 została liderką polityczną środowiska kobiecego swojego ugrupowania. Od 1999 do 2001 zasiadała w radzie miejskiej w Trondheim. W latach 2001–2009 pełniła funkcję zastępczyni poselskiej. Obowiązki deputowanego wykonywała od 2001 do 2005, gdy Børge Brende był członkiem rządu. Pracowała w administracji partyjnej i w jej frakcji parlamentarnej.
W 2009 po raz pierwszy została wybrana do norweskiego parlamentu. W wyborach w 2013, 2017 i 2021 z powodzeniem ubiegała się o poselską reelekcję. W grudniu 2015 dołączyła do rządu Erny Solberg, obejmując urząd ministra kultury. W styczniu 2018 przeszła na stanowisko ministra ds. dzieci i równouprawnienia. W styczniu 2020 została natomiast ministrem ds. okręgów i digitalizacji w ramach ministerstwa ds. lokalnych i modernizacji. Odeszła wraz z całym gabinetem w październiku 2021. Od 2016 do 2019 była także wiceprzewodniczącą Światowej Agencji Antydopingowej.
Zamężna z politykiem Trondem Hellelandem.